# Ngozi (stad)
Ngozi is een stad in het noorden van Burundi en het bestuurlijk centrum van de gelijknamige provincie Ngozi hierbinnen. In 2012 had de stad 24.932 inwoners. 
De stad ligt op een hoogte van 1.820 m. De stad heeft een staatsziekenhuis en is sinds 1959 de zetel van een bisdom, wat van 1949 tot 1959 een apostolisch vicariaat was.